# Year Zero Remixed
Year Zero Remixed  (también conocido como Halo 25) es un álbum de remixes de Nine Inch Nails, publicado en un leet speak con el nombre de Y34RZ3R0R3M1X3D (presente en la portada) y fue lanzado el 20 de noviembre de 2007 en Estados Unidos, y el 26 de noviembre de 2007 en Europa.El álbum presenta versiones remix de tracks de Year Zero, el álbum previo de la banda; estos remixes fueron creados por varios productores y artistas. Este álbum fue el último lanzado por la banda en Interscope Records; este acabó el contrato de la banda con Universal Music, dejando a Nine Inch Nails como una banda totalmente independiente, lo que permitió que el medio de distribución usado para los siguientes CD sea diferente al de todos los anteriores.

## Versiones
El álbum fue lanzado en tres formatos: descarga digital, Combo de CD/DVD, y triple vinilo. La descarga digital y el CD fueron lanzados con la misma lista de temas. El DVD bonus incluido con el CD contiene todos los temas en formato multitrack para poder usarlos con los programas de edición de audio GarageBand y Ableton.
Cinco canciones son exclusivas del vinilo, incluyendo el remix de Capital G, el cual fue previamente lanzado en el sencillo Capital G; y dos diferentes mezclas de Vessel. El remix de Saul Williams de Survivalism (previamente presentado en algunas ediciones del sencillo Survivalism) y uno de los tres remixes de Vessel de Bill Laswell no están incluidos en el vinilo.

## Lista de temas

### CD/DVD y descarga digital
| N.º | Título                                                  | Remixer(s)                                 | Duración |  |
| 1.  | «Gunshots by Computer»                                  | Saul Williams                              | 1:43     |  |
| 2.  | «The Great Destroyer»                                   | Modwheelmood                               | 4:19     |  |
| 3.  | «My Violent Heart»                                      | Pirate Robot Midget                        | 2:34     |  |
| 4.  | «The Beginning of the End»                              | Ladytron                                   | 4:20     |  |
| 5.  | «Survivalism» (Survivalism_Tardusted)                   | Saul Williams                              | 4:19     |  |
| 6.  | «Capital G» (Capital G: Epworth Phones 666 Revolutions) | Epworth Phones                             | 7:26     |  |
| 7.  | «Vessel»                                                | Bill Laswell                               | 6:10     |  |
| 8.  | «The Warning» (The Warning: Real World Remix)           | Stefan Goodchild feat. Doudou N'Diaye Rose | 3:43     |  |
| 9.  | «Meet Your Master»                                      | The Faint                                  | 3:35     |  |
| 10. | «God Given»                                             | Stephen Morris and Gillian Gilbert         | 4:27     |  |
| 11. | «Me, I'm Not»                                           | Olof Dreijer                               | 14:00    |  |
| 12. | «Another Version of the Truth»                          | Kronos Quartet and Enrique González Müller | 4:25     |  |
| 13. | «In This Twilight»                                      | Fennesz                                    | 4:37     |  |
| 14. | «Zero-Sum»                                              | Stephen Morris and Gillian Gilbert         | 5:38     |  |

### Vinilo
(Nota: Uno de los discos tiene un solo lado)
| Side A |                                                                    |                     |          |  |
| N.º    | Título                                                             | Remixer(s)          | Duración |  |
| 1.     | «Gunshots by Computer" a.k.a. "Hyperpower! (Gunshots by Computer)» | Saul Williams       | 1:43     |  |
| 2.     | «The Great Destroyer»                                              | Modwheelmood        | 4:39     |  |
| 3.     | «My Violent Heart»                                                 | Pirate Robot Midget | 2:34     |  |
| 4.     | «The Beginning of the End»                                         | Ladytron            | 4:21     |  |
| 5.     | «Capital G a.k.a. "Capital G: Epworth Phones 666 Revolutions»      | Epworth Phones      | 7:26     |  |

| Side B |                                                      |                                            |          |  |
| N.º    | Título                                               | Remixer(s)                                 | Duración |  |
| 1.     | «The Warning" a.k.a. "The Warning: Real World Remix» | Stefan Goodchild feat. Doudou N'Diaye Rose | 3:44     |  |
| 2.     | «Meet Your Master»                                   | The Faint                                  | 3:35     |  |
| 3.     | «God Given»                                          | Stephen Morris and Gillian Gilbert         | 4:28     |  |
| 4.     | «Vessel [Mix 1]»                                     | Bill Laswell                               | 9:23     |  |

| Side C |               |              |          |  |
| N.º    | Título        | Remixer(s)   | Duración |  |
| 1.     | «Capital G»   | Switch       | 5:00     |  |
| 2.     | «Me, I'm Not» | Olof Dreijer | 14:01    |  |

| Side D |                                                                    |                     |          |  |
| N.º    | Título                                                             | Remixer(s)          | Duración |  |
| 1.     | «The Good Soldier" a.k.a. "The Good Soldier: (Friend or Faux 001)» | Sam Fog de Interpol | 8:05     |  |
| 2.     | «Vessel [Mix 2]»                                                   | Bill Laswell        | 12:58    |  |

| Side E |                                |                                            |          |  |
| N.º    | Título                         | Remixer(s)                                 | Duración |  |
| 1.     | «Capital G»                    | Ladytron                                   | 5:04     |  |
| 2.     | «Another Version of the Truth» | Kronos Quartet and Enrique Gonzalez Müller | 4:25     |  |
| 3.     | «In This Twilight»             | Fennesz                                    | 4:37     |  |
| 4.     | «Zero-Sum»                     | Stephen Morris and Gillian Gilbert         | 5:39     |  |

- Datos: Q373369